# Agnès Llobet
Agnès Llobet, all'anagrafe Agnès Llobet Deià (Pont d'Inca, Maiorca, 30 maggio 1984), è un'attrice, poetessa e modella spagnola, nota per aver interpretato il ruolo di Mencia Ruíz nella soap Il segreto (El secreto de Puente Viejo) e per quello di Laura Alonso nella soap Una vita (Acacias 38).

## Biografia
Agnès Llobet è nata il 30 maggio 1984 sull'isola di Pont d'Inca a Maiorca (Spagna), ed ha un fratello che si chiama Íñigo Barrera Barceló.

## Carriera
Agnès Llobet all'età di soli otto anni ha iniziato la sua carriera nel mondo del teatro presso il centro di drammaturgia DiMarco e nel 2002 ha iniziato gli studi presso l'Istituto Teatrale, dove si è diplomata nel 2007.
Ha pubblicato diversi libri di poesia: Podríem (2010), La dona de Poe (2012), L'incendi de les papallones (2015), El desig d'Alcmena (2017) e Turista zero (2020).
Nel 2003 ha recitato nel cortometraggio Un fin de año japonés diretto da Miguel Eek. Nel 2008 ha recitato nei film The Cemetery diretto da Jaume Bordoy e in Verónica diretto da Manuel León Caballero. L'anno successivo, nel 2009, ha recitato nella serie Llàgrima de sang. Nello stesso anno ha recitato nella serie Un golpe de suerte e nel cortometraggio Alo diretto da Mar González. Nel 2013 e nel 2014 ha ricoperto il ruolo di Marta nella serie Migjorn.
Nel 2015 ha interpretato il ruolo di Neus-Maria nella serie Hotell Bellavista. L'anno successivo, nel 2016, ha interpretato il ruolo di Mencia Ruíz nella soap opera Il segreto (El secreto de Puente Viejo). Nello stesso anno ha recitato nelle serie La sonata del silencio e in Víctor Ros (dove ha ricoperto il ruolo di Adela Del Castillo nell'episodio Hijos de un Dios extraño).
Nel 2017 ha interpretato il ruolo di Marisol nella serie Le ragazze del centralino (Las chicas del cable). Nello stesso anno è apparsa nel cortometraggio Hoissuru diretto da Armand Rovira. Sempre nel 2017 ha partecipato alla prima stagione della serie di Atresmedia e Netflix La casa di carta (La casa de papel).
Nel 2018 ha recitato nelle serie Abducidos e in Amor de cans. Nello stesso anno è apparsa nel film Letters to Paul Morrissey diretto da Armand Rovira e Saida Benzal. L'anno successivo, nel 2019, è apparsa nel film Abuelos diretto da Santiago Requejo.
Nel 2019 ha interpretato il ruolo di Paloma Villanueva nella serie Servir y proteger. L'anno successivo, nel 2020, ha recitato nelle serie Mentiras (nell'episodio Estamos muy cerca) e in Desaparecidos (nell'episodio No puedo vivir sin ti). Nello stesso anno ha recitato nella miniserie Pioneras.
Nel 2020 ha interpretato il ruolo di Laura Alonso nella soap opera Una vita (Acacias 38). Nel 2021 è entrata a far parte del cast principale della serie di Atresplayer Premium La cuoca di Castamar (La cocinera de Castamar), dove ha interpretato il ruolo di Beatriz Ulloa.

## Filmografia

### Cinema
- The Cemetery, regia di Jaume Bordoy (2008)
- Verónica, regia di Manuel León Caballero (2008)
- Letters to Paul Morrissey, regia di Armand Rovira e Saida Benzal (2018)
- Abuelos, regia di Santiago Requejo (2019)

### Televisione
- Llàgrima de sang – serie TV, 2 episodi (2009)
- Un golpe de suerte – serie TV, 10 episodi (2009)
- Migjorn – serie TV (2013-2014)
- Hotell Bellavista – serie TV (2015)
- Il segreto (El secreto de Puente Viejo) – soap opera, 11 episodi (2016)
- La sonata del silencio – serie TV, 9 episodi (2016)
- Víctor Ros – serie TV, episodio Hijos de un Dios extraño (2016)
- La casa di carta (La casa de papel) – serie TV, 4 episodi (2017)
- Le ragazze del centralino (Las chicas del cable) – serie TV, 8 episodi (2017)
- Abducidos – serie TV, 6 episodi (2018)
- Amor de cans – serie TV, 10 episodi (2018)
- Servir y proteger – serie TV, 3 episodi (2019)
- Mentiras – serie TV, episodio Estamos muy cerca (2020)
- Desaparecidos – serie TV, episodio No puedo vivir sin ti (2020)
- Una vita (Acacias 38) – serie TV, 80 episodi (2020)
- Pioneras – miniserie TV, 4 episodi (2020)
- La cuoca di Castamar (La cocinera de Castamar) – serie TV, 9 episodi (2021)

### Cortometraggi
- Un fin de año japonés, regia di Miguel Eek (2003)
- Alo, regia di Mar González (2009)
- Hoissuru, regia di Armand Rovira (2017)

## Campagne pubblicitarie
- Pubblicità per il progetto Promotori Tecnologici delle Isole Baleari per la Fondazione Università-Impresa delle Isole Baleari (2007)

### Doppiaggio
- Doppiaggio per la campagna di prevenzione dei rischi domestici, produzioni cinetiche (2008)

## Teatro
- Matemos a los hombres di Manel Dueso, diretto da Norbert Martínez, presso la mostra del teatro a Barcellona (2004) – Premio del pubblico
- Un día de verano di Slawomir Mrözek, diretto da Màrius Hernández, prodotto da produzioni siderurgiche delle Isole Baleari (2006) – Premio Proyecto Alcover 2006
- Cos de dona. Monologo dal romanzo di Miquel Mestre, diretto da Cristina Cervià, prodotto da produzioni di ferro delle Isole Baleari (2007) – Premio Proyecto Alcover 2007
- Un manicomi en Goa di Martin Sherman, diretto da Emilià Carilla Gaya, presso il teatro dell'Accademia di Barcellona (2007)
- El lugar del hombre feliz, diretto da Cristina Cervià e Caixa Forum (2009)
- El solitario Oeste di Martin McDonagh, diretto da Pitus Fernández, presso La clota- moll oest sulle Isole Baleari (2009) – Premio Proyecto Alcover 2009
- Los invitados di Mar Pla, diretto da Cristina Cervià, prodotto da produzioni di ferro delle Isole Baleari (2010) – Premio Proyecto Alcover 2010
- Prueba di David Auburn, diretto da Emiliano Carilla, presso il Tic teatro (2011)
- La cena, diretto da Joan Carles Bellviure, presso il teatro del Mar (2011) – Spettacolo di improvvisazione
- Anfitrión 38 di Jean Giraudoux, diretto da Emiliano Carilla, presso il teatro dell'Accademia di Barcellona (2012)
- Refugio 3500, diretto da Pau Bachero, presso il teatro principale di Palma di Maiorca (2013) – Gesto e spettacolo di teatro danza
- Una gaviota adattamento del lavoro di Antón Chéjov, diretto da Siete Siberias (2013)
- La maldición de los muertos de hambre di Sam Shepard, diretto da Lluqui Herrero, presso il Teatro principale di Palma di Maiorca (2014)
- Cosas que hacemos por amor, di Alan Ayckbourn, diretto da Emilià Carilla, presso il teatro principale di Palma di Maiorca (2014)
- Un matrimonio de Boston di David Mamet, diretto da Rafel Duran (2015)
- El incendio de las mariposas di Agnès Llobet, diretto da Emilià Carilla (2015-2016) – Spettacolo poetico
- H-O dal testo dell'opera Hamlet di William Shakespeare, drammaturgia e messa in scena di Joan Carles Bellviure, Xavier Frau e Agnès Llobet (2016)

## Corsi e seminari
- Corso di interpretazione basato sui principi della biomeccanica, tenuto da Nikolai Karpov e Maria Shmaevich a San Miniato in Italia (2006)
- Corso intensivo con Anatoli Vasiliev, sul testo di Platone a Barcellona (2008)
- Corso intensivo di analisi del movimento con Norman Taylor, presso l'ESADIB (2009)
- Seminario di interpretazione davanti alla telecamera, tenuto da Lene Bëyer, presso l'AISGE a Barcellona (2009)
- Seminario di interpretazione con Owen Horsley (attore e assistente alla regia della compagnia inglese Cheek by Jowl) sul testo Twelfth Night di William Shakespeare, presso l'AISGE (2010)
- Corso di interpretazione intensiva (L'intelligenza dell'emozione), tenuto da Magüi Mira, presso il nuovo teatro di frontiera a Madrid (2011)
- Seminario di interpretazione (Il monologo interiore), tenuto da Krystian Lupa, presso l'AISGE (2011)
- Corso di interpretazione tenuto da Dugald Bruce Lockhart (attore della compagnia inglese Propeller), sugli elementi del verso nelle opere di William Shakespeare, presso l'AISGE (2012)
- Corso di interpretazione sui principi della biomeccanica, tenuto da Moreno Bernardi, presso l'AAAPIB (2013)

## Doppiatrici italiane
Nelle versioni in italiano dei suoi film e delle sue serie TV, Agnès Llobet è stata doppiata da:
- Silvia Avallone[46] ne Il segreto[47]
- Alessia Amendola[48] ne Le ragazze del centralino[49]
- Elisabetta Spinelli[50] in Una vita[51], ne La cuoca di Castamar[52]